# Пиринејски мир
Пиринејски мир или Споразум о Пиринејима потписан је 7. новембра 1659. године између Француске и Шпаније. Тим споразумом завршава се рат између Шпаније и Француске, који је трајао од 1635, још током Тридесетогодишњег рата. Мир је потписан на речној ади између две земље.

## Рат Шпаније и Француске
Француска је ушла у Тридесетогодишњи рат након шпанских победа 1620—их против Холанђана. Битка код Нердлингена 1634. показала се као прекретница. У тој бици шпанска војска је победила шведску војску, па се Француска нашла са свих страна окружена Хабзбурговцима. Француска је ушла у рат на страни протестантских снага, настојећи да одржи баланс снага у Европи. Заратила је против Шпаније, мешала се у шпанску унутрашњу политику. Потицала је побуне. Тако је помагала побуну у Каталонији, а Шпанија је помагала Фронду 1648. године. По одредбама Вестфалског мира 1648, Француска је добила Алзас и Лорену и одсекла је директне везе Аустрије и Холандије. Због тога је дошло до отвореног рата Шпаније и Француске.

## Мировни споразум
Након десет година ратовања англо-француски савез је победио Шпанце у бици на динама 1658. године. Уследили су мировни преговори у којима је 
Француска добила:
- Русијон,
- Артоа,
- део Луксембурга и
- део Фландрије.

Граница на Пиринејима је учвршћена. Ипак у споразуму је стајало да само села северно од Пиринеја треба да постану део Француске.
Један од чланова тога споразума је био да се француски краљ Луј XIV ожени Маријом Терезом, кћерком Филипа IV од Шпаније. По члану тога споразума Шпанија је требало да платити огроман мираз од 500.000 златних екуа у три рате. Тај мираз касније никад није плаћен, што је довело до Деволуционог рата 1668. године. Пораз и неспособност Шпаније да плати мираз потврђивали су постепено шпанско назадовање као значајне силе. У исто време Француска постаје доминантна сила у Европи, 

## Последице за Каталонију
Каталонци су тешко примили одлазак Русијона под француску контролу. Они су то сматрали северном Каталонијом. Сваке године 7. новембра Каталонци држе демонстрације поводом тога догађаја у Перпињану. Споразум је садржавао и одредбе да треба очувати каталонске институције, али Луј XIV није поштовао тај део споразума. Каталонски језик је 1700. укинут и од тада није службени језик.